# Toi Toi Cup 2019-2020
Navigation
2018-2019 2020-2021
La Toi Toi Cup 2019-2020 a lieu du 28 septembre 2019 à Mladá Boleslav au 14 décembre 2019 à Uničov. Elle comprend sept manches qui font toutes partie du calendrier de la saison de cyclo-cross masculine 2019-2020.

## Barème
Les 30 premiers de chaque course marquent des points pour le classement général suivant le tableau suivant :
| Position           | 1er | 2e | 3e | 4e | 5e | 6e | 7e | 8e | 9e | 10e | 11e | 12e | 13e | 14e | 15e | 16e | 17e | 18e | 19e | 20e | 21e | 22e | 23e | 24e | 25e | 26e | 27e | 28e | 29e | 30e |
| Classement général | 30  | 29 | 28 | 27 | 26 | 25 | 24 | 23 | 22 | 21  | 20  | 19  | 18  | 17  | 16  | 15  | 14  | 13  | 12  | 11  | 10  | 9   | 8   | 7   | 6   | 5   | 4   | 3   | 2   | 1   |

## Calendrier
| # | Date         | Course         |
| - | ------------ | -------------- |
| 1 | 28 septembre | Mladá Boleslav |
| 2 | 5 octobre    | Hlinsko        |
| 3 | 12 octobre   | Holé Vrchy     |
| 4 | 28 octobre   | Slaný          |
| 5 | 30 novembre  | Kolín          |
| 6 | 7 décembre   | Jabkenice      |
| 7 | 14 décembre  | Uničov         |

## Hommes élites

### Résultats
| # | Date         | Lieu           | Vainqueur         | Deuxième       | Troisième        | Leader du classement général |
| - | ------------ | -------------- | ----------------- | -------------- | ---------------- | ---------------------------- |
| 1 | 28 septembre | Mladá Boleslav | Marcel Meisen     | Michael Boroš  | Marcel Wildhaber | Marcel Meisen                |
| 2 | 5 octobre    | Hlinsko        | Braam Merlier     | Tomáš Paprstka | Bartosz Mikler   | Michael Boroš                |
| 3 | 12 octobre   | Holé Vrchy     | Michael Boroš     | Tomáš Paprstka | Jan Nesvadba     | Michael Boroš                |
| 4 | 28 octobre   | Slaný          | Vincent Baestaens | Michael Boroš  | Marcel Wildhaber | Michael Boroš                |
| 5 | 30 novembre  | Kolín          | Diether Sweeck    | Michael Boroš  | Jan Nesvadba     | Michael Boroš                |
| 6 | 7 décembre   | Jabkenice      | Michael Boroš     | Jan Nesvadba   | Braam Merlier    | Michael Boroš                |
| 7 | 14 décembre  | Uničov         | Diether Sweeck    | Simon Zahner   | Tomáš Kopecký    | Michael Boroš                |

### Classement général
| Pos | Coureur        | Points |
| --- | -------------- | ------ |
| 1   | Michael Boroš  | 200    |
| 2   | Jan Nesvadba   | 187    |
| 3   | Tomáš Paprstka | 179    |
| 4   | Josef Jelínek  | 146    |
| 5   | Matej Ulík     | 133    |
| 6   | Jakub Říman    | 131    |
| 7   | Ondrej Glajza  | 117    |
| 8   | Šimon Vaníček  | 115    |
| 9   | Jakub Ťoupalík | 93     |
| 10  | Braam Merlier  | 83     |

## Femmes élites

### Résultats
| # | Date         | Lieu           | Vainqueur       | Deuxième           | Troisième         | Leader du classement général |
| - | ------------ | -------------- | --------------- | ------------------ | ----------------- | ---------------------------- |
| 1 | 28 septembre | Mladá Boleslav | Alicia Franck   | Geerte Hoeke       | Joyce Vanderbeken | Alicia Franck                |
| 2 | 5 octobre    | Hlinsko        | Geerte Hoeke    | Pavla Havlíková    | Tereza Švihálková | Geerte Hoeke                 |
| 3 | 12 octobre   | Holé Vrchy     | Pavla Havlíková | Nadja Heigl        | Karla Štěpánová   | Tereza Vaníčková             |
| 4 | 28 octobre   | Slaný          | Pavla Havlíková | Anne Terpstra      | Aniek van Alphen  | Tereza Vaníčková             |
| 5 | 30 novembre  | Kolín          | Pavla Havlíková | Kateřina Mudříková | Tereza Vaníčková  | Tereza Vaníčková             |
| 6 | 7 décembre   | Jabkenice      | Kateřina Nash   | Pavla Havlíková    | Nadja Heigl       | Tereza Vaníčková             |
| 7 | 14 décembre  | Uničov         | Kateřina Nash   | Nadja Heigl        | Tereza Švihálková | Tereza Vaníčková             |

### Classement général
| Pos | Coureuse              | Points |
| --- | --------------------- | ------ |
| 1   | Tereza Vaníčková      | 177    |
| 2   | Tereza Švihálková     | 174    |
| 3   | Kateřina Mudříková    | 152    |
| 4   | Karolína Bedrníková   | 148    |
| 5   | Pavla Havlíková       | 148    |
| 6   | Kamila Janů           | 146    |
| 7   | Elizabeth Ungermanová | 140    |
| 8   | Nikola Bajgerová      | 134    |
| 9   | Nadja Heigl           | 124    |
| 10  | Kristýna Zemanová     | 117    |